# Quadronno (Milaan)
Quartiere Quadronno is een wijk in het historische centrum van de Italiaanse stad Milaan. Quadronno wordt beschouwd als de oudste "contrada" van de stad. Het Quadronno-gebied is een van de duurste in heel Italië.

## Ligging
"Quartiere Quadronno" is een van de rijkste gebieden in Milaan. De wijk ligt in het gebied tussen het Largo della Crocetta en Corso di Porta Vigentina tot aan de tuinen van Via della Guastalla, Viale Beatrice d'Este - Viale Filippetti (hoek Via Cassolo) en Corso Italia naar Piazza Missori. 

## Architectuur
Quadronno wordt gekenmerkt door designgebouwen van architecten uit de jaren 1950.

## Galerij

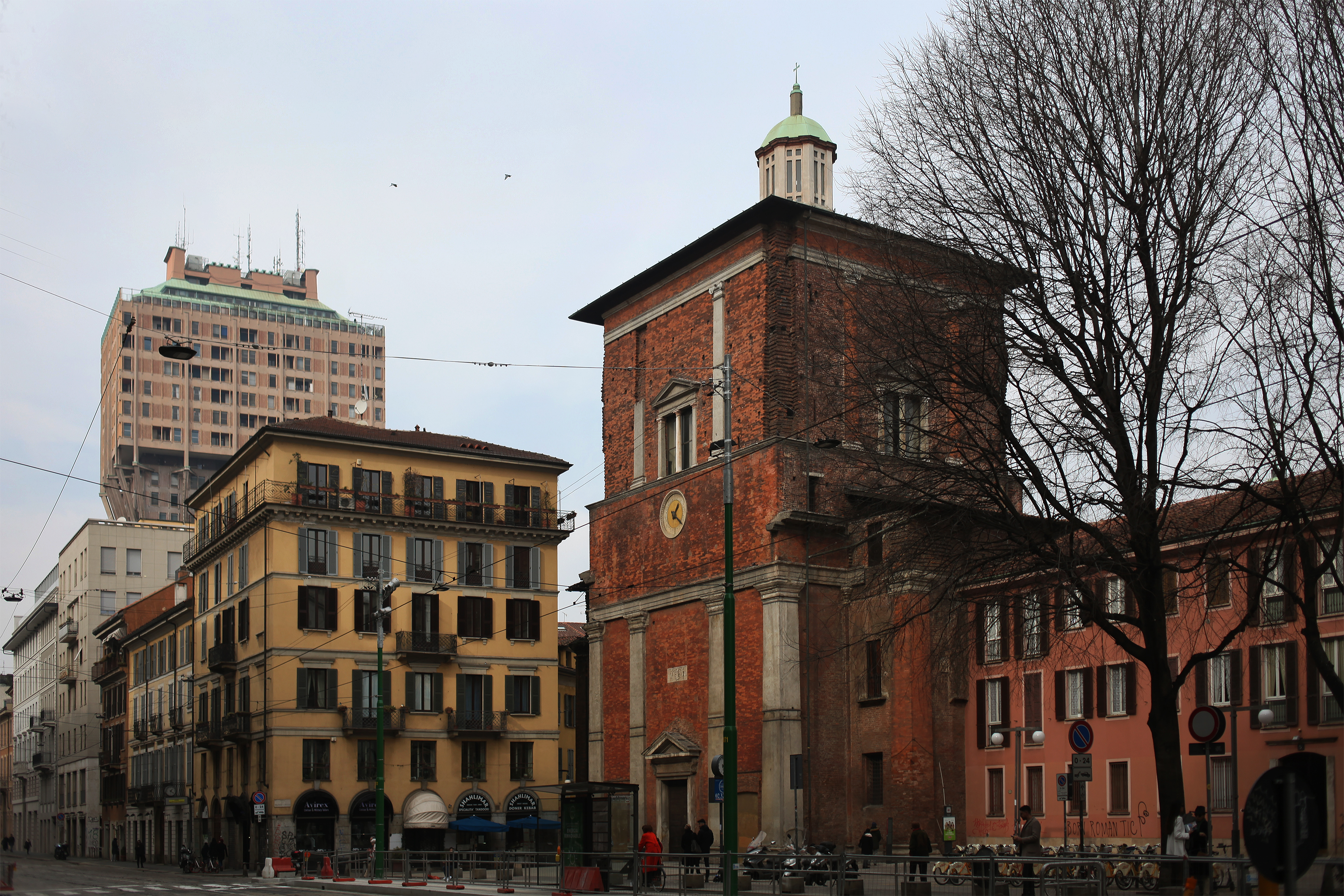
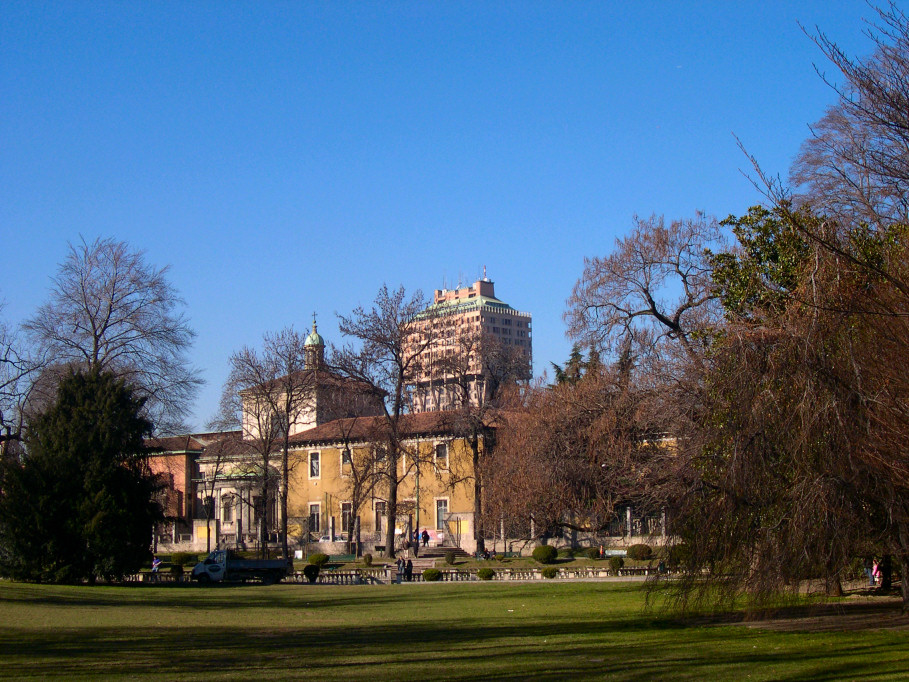
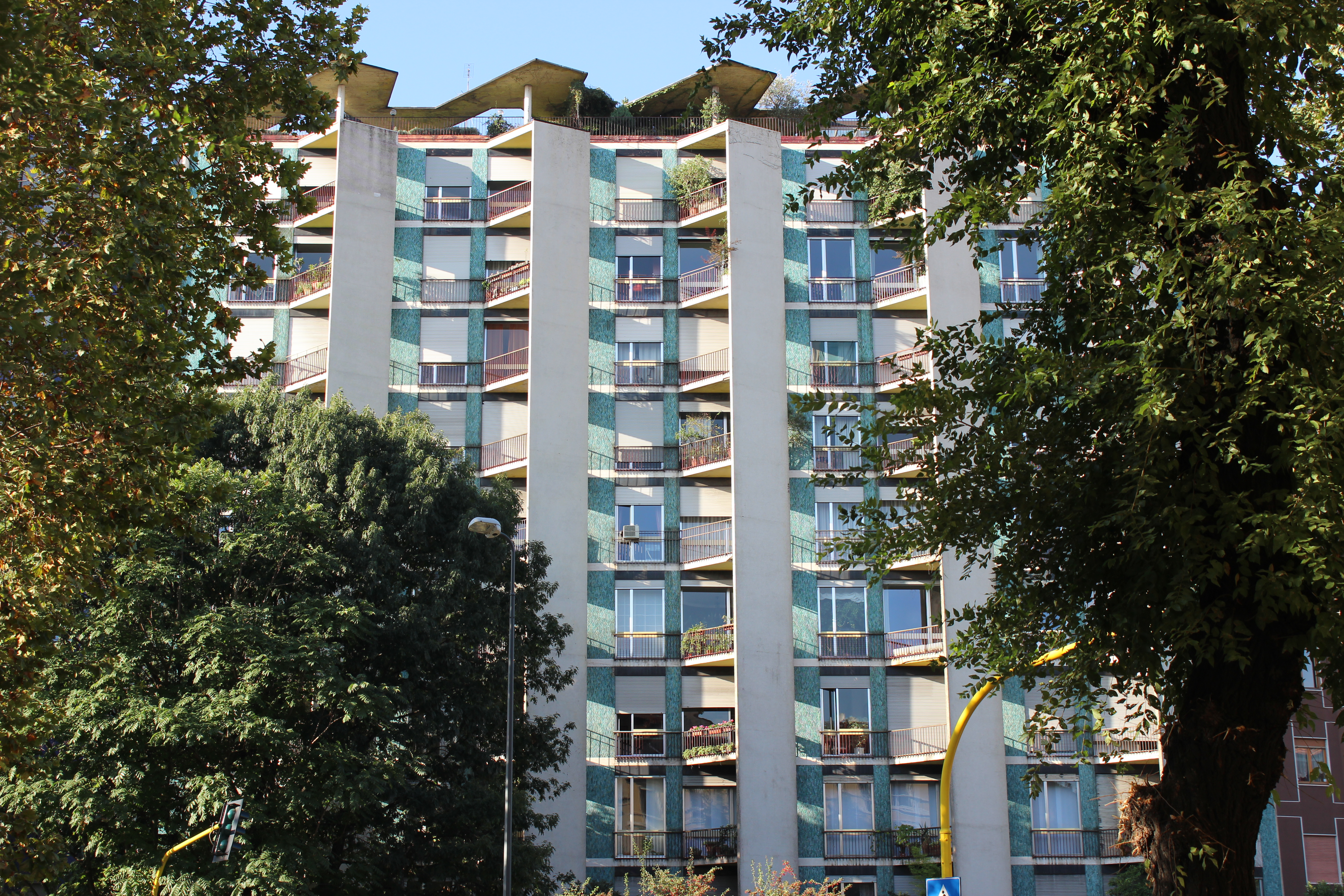
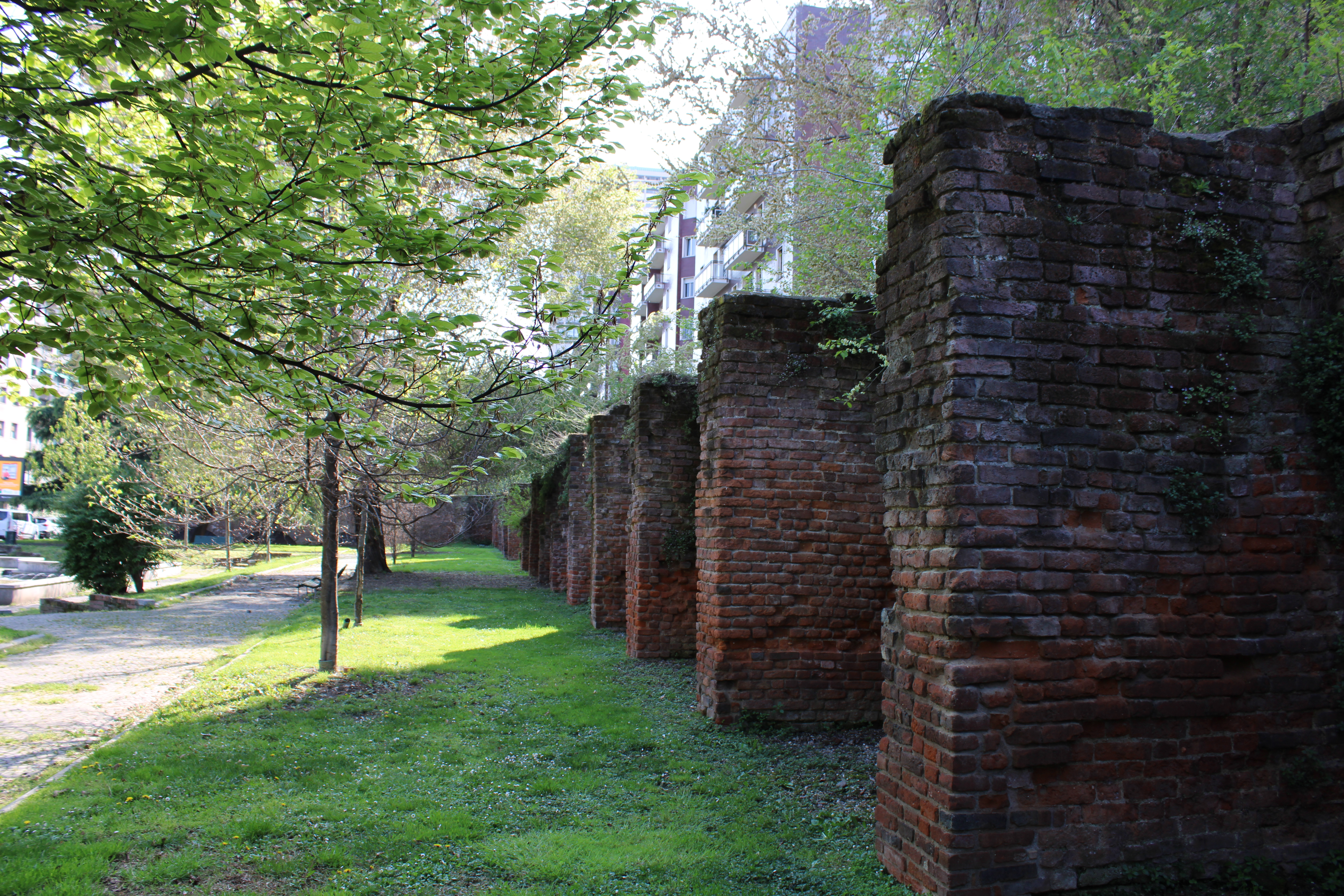
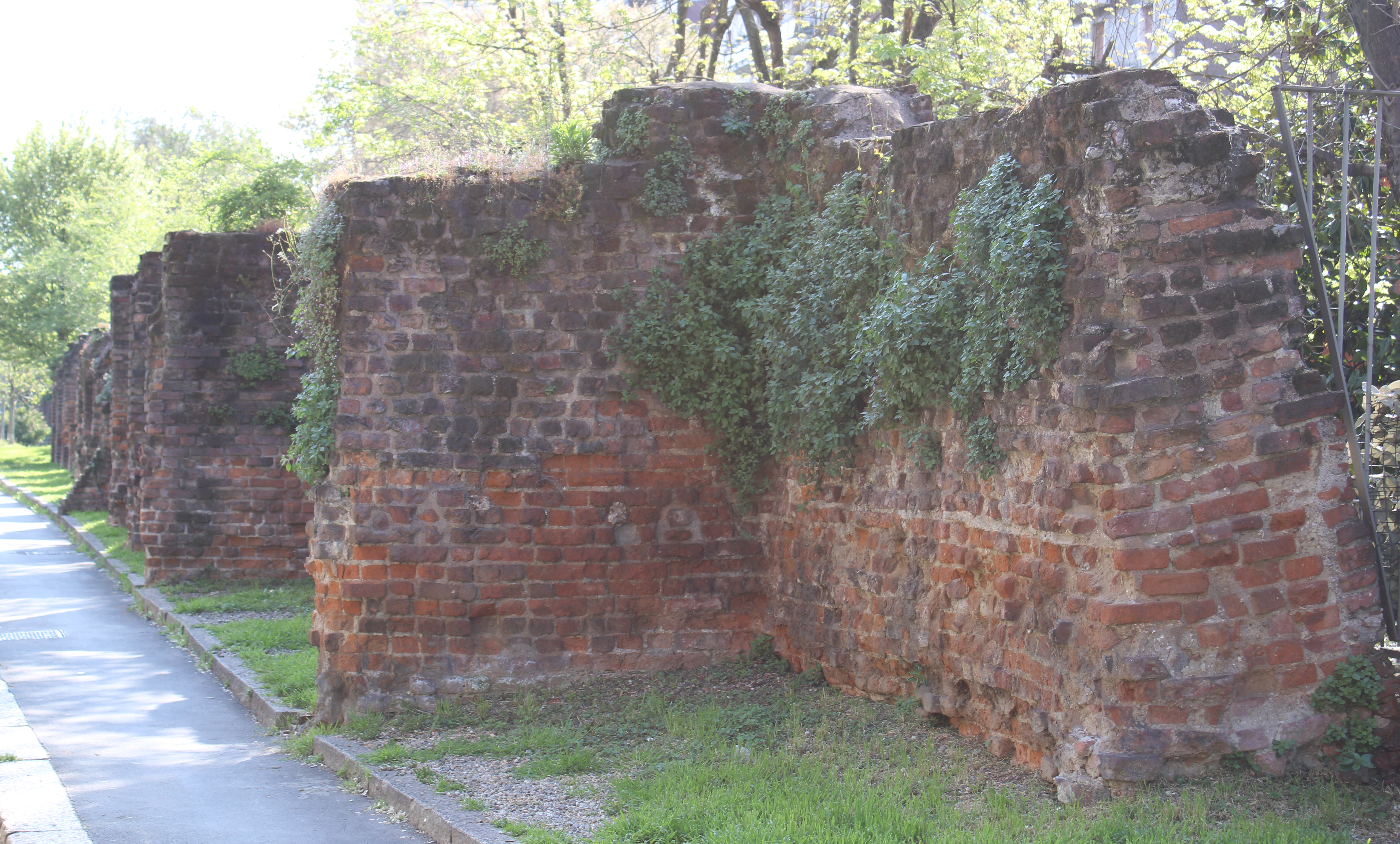
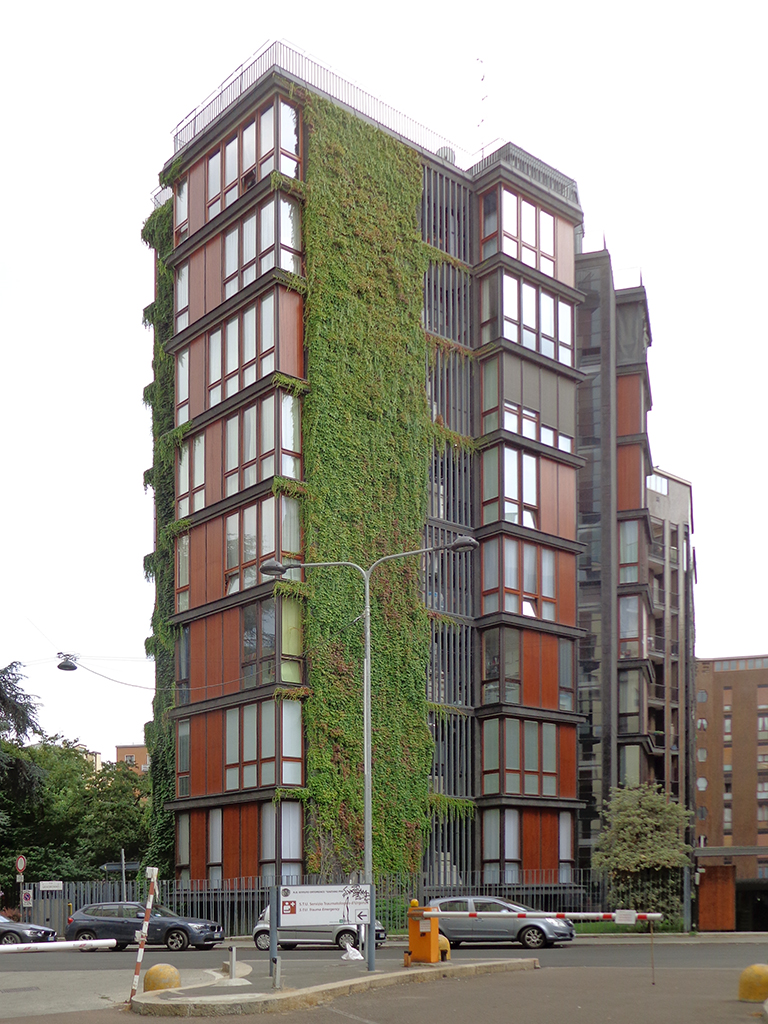
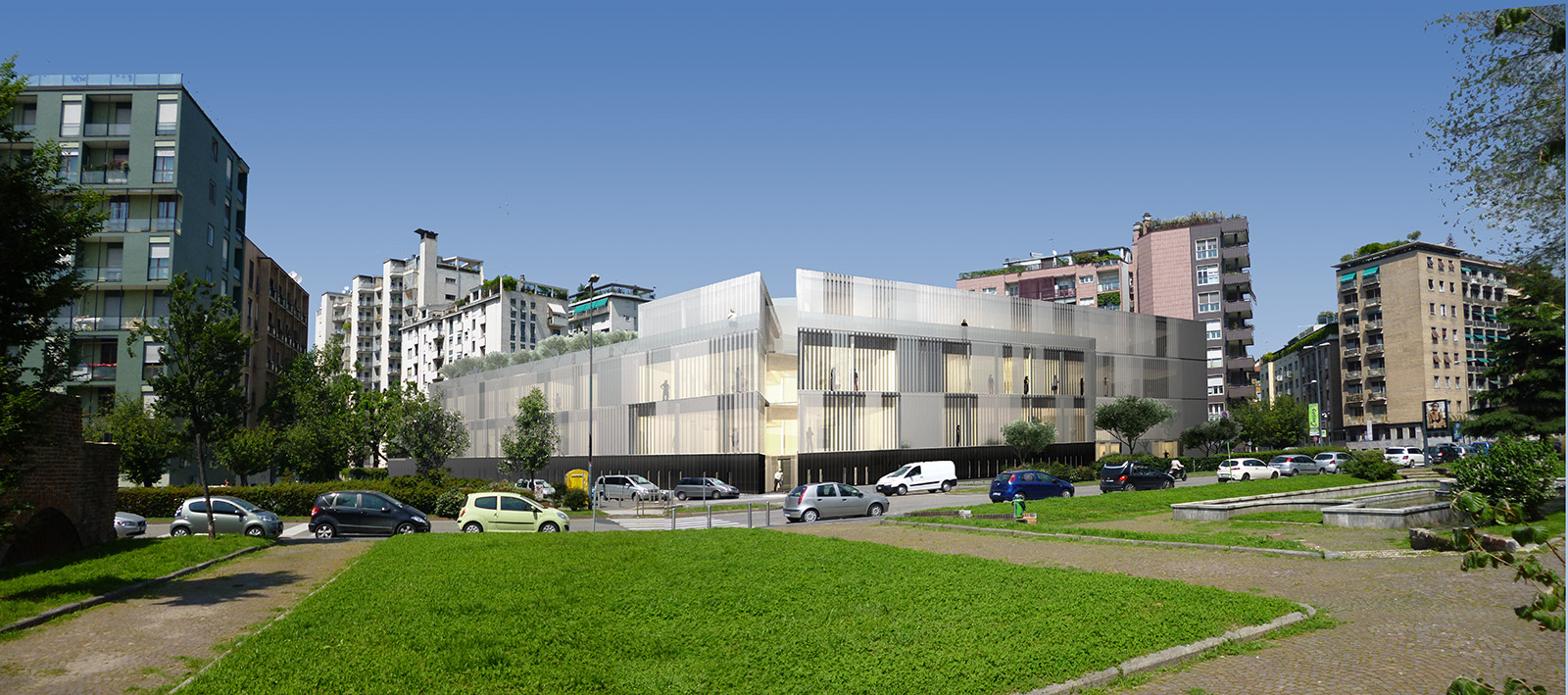